# Pica d'estepa
Ochotona pusilla és una espècie de pica de la família dels ocotònids que viu a Rússia i el Kazakhstan.
Està amenaçada d'extinció per la pèrdua del seu hàbitat natural.